# Schenge

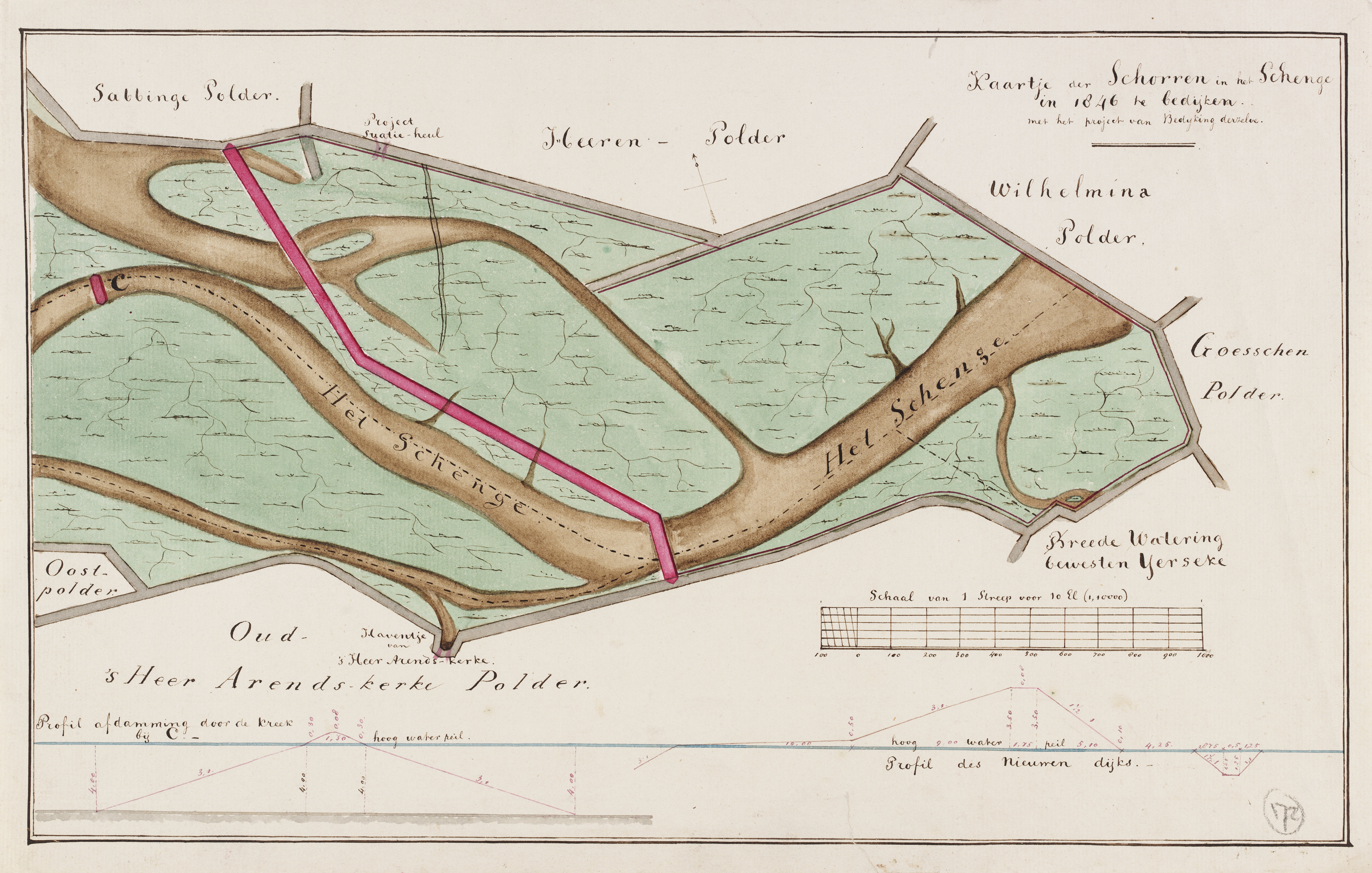
Kaart van schorren in de Schenge uit 1845.

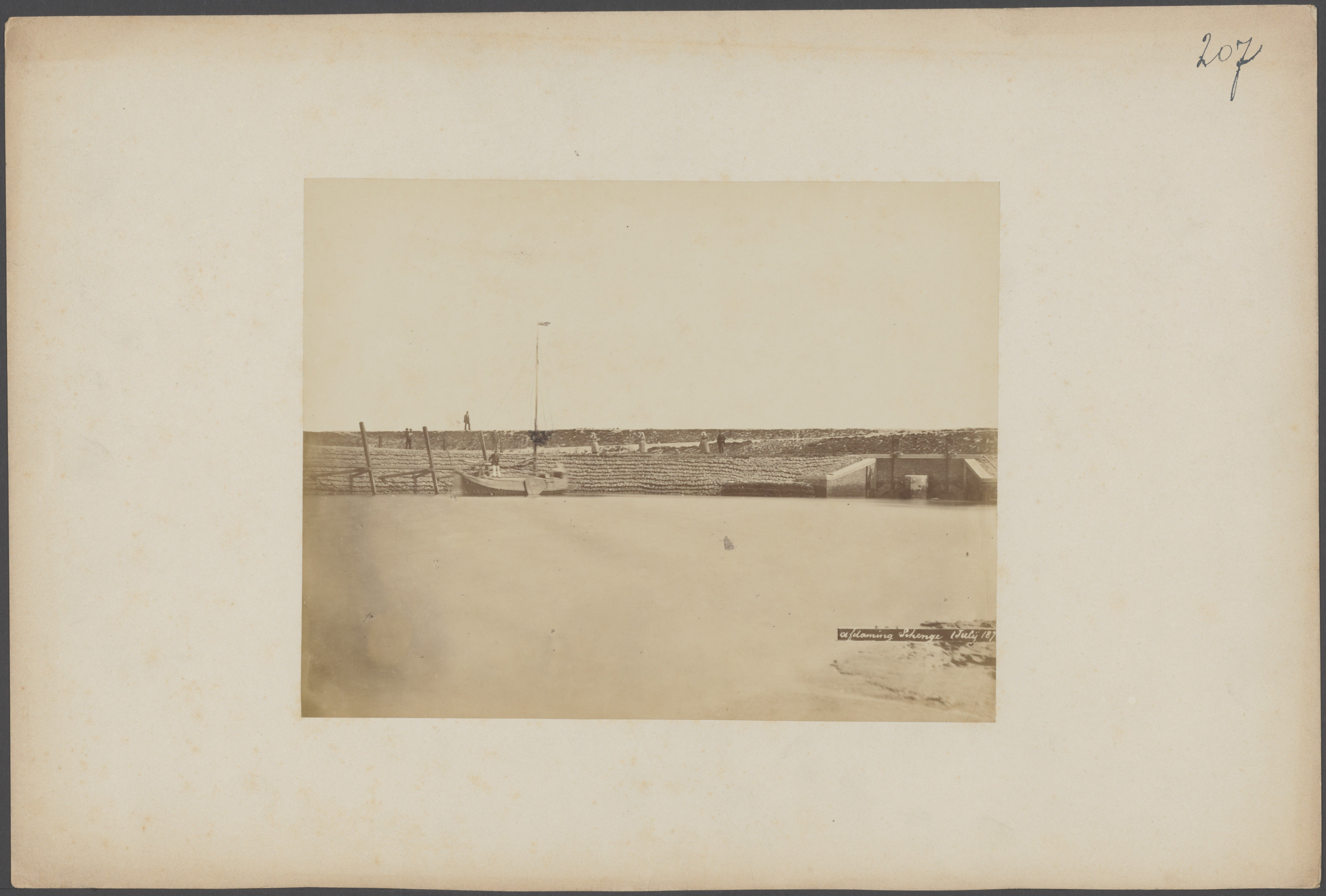
Afdamming in de Schenge in 1874

De (ook: het) Schenge is een voormalig vaarwater tussen het eiland Wolphaartsdijk en de rest van Zuid-Beveland in de provincie Zeeland. Het vormde eertijds de verbinding tussen het Sloe en het Veerse Gat aan de westzijde en de Oosterschelde aan de oostzijde.
De Schenge vormde een belangrijke ontsluiting van de stad Goes. Door verzanding werd het vaarwater in de achttiende eeuw te ondiep en besloot men tot inpoldering. In 1874 kwam de bedijking van de Schengepolder gereed. Aan de oostzijde werd een haven aangelegd ter vervanging van de haven van 's-Heer Arendskerke (gelegen ten noordwesten van het dorp ter hoogte van de huidige buurtschap Eindewege). De nieuwe haven heette het 'haventje aan De Piet' en functioneerde tot 1961, toen het Veerse Gat werd afgedamd. Na de bouw van een gemaal in 1917-1918 ontstond ten oosten van de haven de buurtschap Sluis de Piet.
De restanten van de Schenge zijn nu nog als kreekresten in het landschap herkenbaar en vormen thans de natuurgebieden Oosterschenge en Westerschenge. De naam Schenge keert thans nog terug in de Schengepolder, de hofstede Schenge in de nabijgelegen Perponcherpolder, sportpark Het Schenge in Goes en een tennisclub in Arnemuiden. De familie Van Schenge - genoemd naar de kreek - bouwde in de middeleeuwen het kasteel van Schenge. 
In september 2024 werd de bovenste 30 cm grond van een deel van de Oosterschenge afgegraven voor het bevorderen van de flora en fauna in het gebied. De afgegraven grond werd in de Wilhelminapolder gebruikt.
Sinds het ontstaan van het Veerse Meer (1961) is er een vaarwater met de naam Schenge in het Veerse Meer tussen de recreatie-eilanden Bastiaan de Langeplaat met Spieringplaat aan de westkant en Zuid-Beveland aan de oostkant. De vaargeul is geschikt voor recreatievaart CEMT-klasse IV.
1. ↑  Goes krijgt nieuw natuurparadijs: 'De reeën staan straks bijna in de achtertuin', Omroep Zeeland, 12 juli 2024
2. ↑  Rijkswaterstaat: Vaarwegen in Nederland # Schenge